# خانه حسین صالحی
خانه حسین صالحی مربوط به دوره قاجار است و در شهرستان فومن، شهرک تاریخی ماسوله واقع شده و این اثر در تاریخ ۲۵ اسفند ۱۳۸۰ با شمارهٔ ثبت ۵۲۸۹ به‌عنوان یکی از آثار ملی ایران به ثبت رسیده است.